# Justine Bruno
Justine Bruno (ur. 17 lutego 1994 w Beauvais) – francuska pływaczka, specjalizująca się głównie w stylu motylkowym i dowolnym. 
Mistrzyni Europy na krótkim basenie z Chartres w sztafecie 4 x 50 m stylem zmiennym.
Uczestniczka Igrzysk Olimpijskich z Londynu na 100 m stylem motylkowym (38. miejsce) oraz w sztafecie 4 x 100 m stylem zmiennym.